# Fate: The Best of Death
Fate: The Best of Death är det amerikanska death metal-bandet Deaths första samlingsalbum, utgivet den 4 augusti 1992 av skivbolaget Under One Flag.

## Låtförteckning
1. "Zombie Ritual" – 4:32
2. "Together as One" – 4:08
3. "Open Casket" – 4:56
4. "Spiritual Healing" – 7:45
5. "Mutilation" – 3:28
6. "Suicide Machine" – 4:22
7. "Altering the Future" – 5:36
8. "Baptized in Blood" – 4:30
9. "Left to Die" – 4:38
10. "Pull the Plug" – 4:27

Låtarna på samlingsalbumet är från studioalbumen:
- Scream Bloody Gore (1987) – spår 1, 5, 8
- Leprosy (1988) – spår 3, 9, 10
- Spiritual Healing (1990) – spår 4, 7
- Human (1991) – spår 2, 6

## Medverkande
Musiker (Death-medlemmar)
- Chuck Schuldiner – gitarr, sång (spår 1–10), basgitarr (spår 1, 3, 5, 8, 9, 10)
- Paul Masvidal – gitarr (spår 2, 6)
- James Murphy – gitarr (spår 4, 7)
- Steve DiGiorgio – basgitarr (spår 2, 6)
- Terry Butler – basgitarr (spår 4, 7)
- Chris Reifert – trummor (spår 1, 5, 8)
- Sean Reinert – trummor (spår 2, 6)
- Bill Andrews – trummor (spår 3, 4, 7, 9, 10)

Övriga medverkande
- Alan Becker – låtsamling
- Kevin Sharp – spårval
- Allan Flaum – re-mastering
- David Bett – omslagsdesign
- Brian Freeman – omslagsdesign
- Michael Haynes – foto